# Jonathan M. Marks
Jonathan Mitchell Marks (geboren 8. Februar 1955) ist ein US-amerikanischer biologischer Anthropologe.

## Leben
Jonathan Marks studierte an der Johns Hopkins University in Baltimore (B.A.) und anschließend Genetik und Anthropologie an der University of Arizona, an der er 1982 promoviert wurde. Seine Promotionsarbeit trug den Titel Population cytogenetics of the common chimpanzee Pan troglodytes. Marks arbeitete von 1984 bis 1987 am Genetik-Institut der University of California, Davis. Er forschte und lehrte für zehn Jahre an der Yale University und drei Jahre an der University of California, Berkeley. Im Jahr 2000 wurde er Professor für biologische Anthropologie an der University of North Carolina at Charlotte.
Marks lehnt den Rasse-Begriff als wissenschaftliches Konstrukt für die Anthropologie ab. Er kritisiert den in der englischsprachigen Wissenschaftskultur eingeengten Wissenschaftsbegriff („Science“). Marks ist Fellow der American Association for the Advancement of Science.

## Schriften (Auswahl)

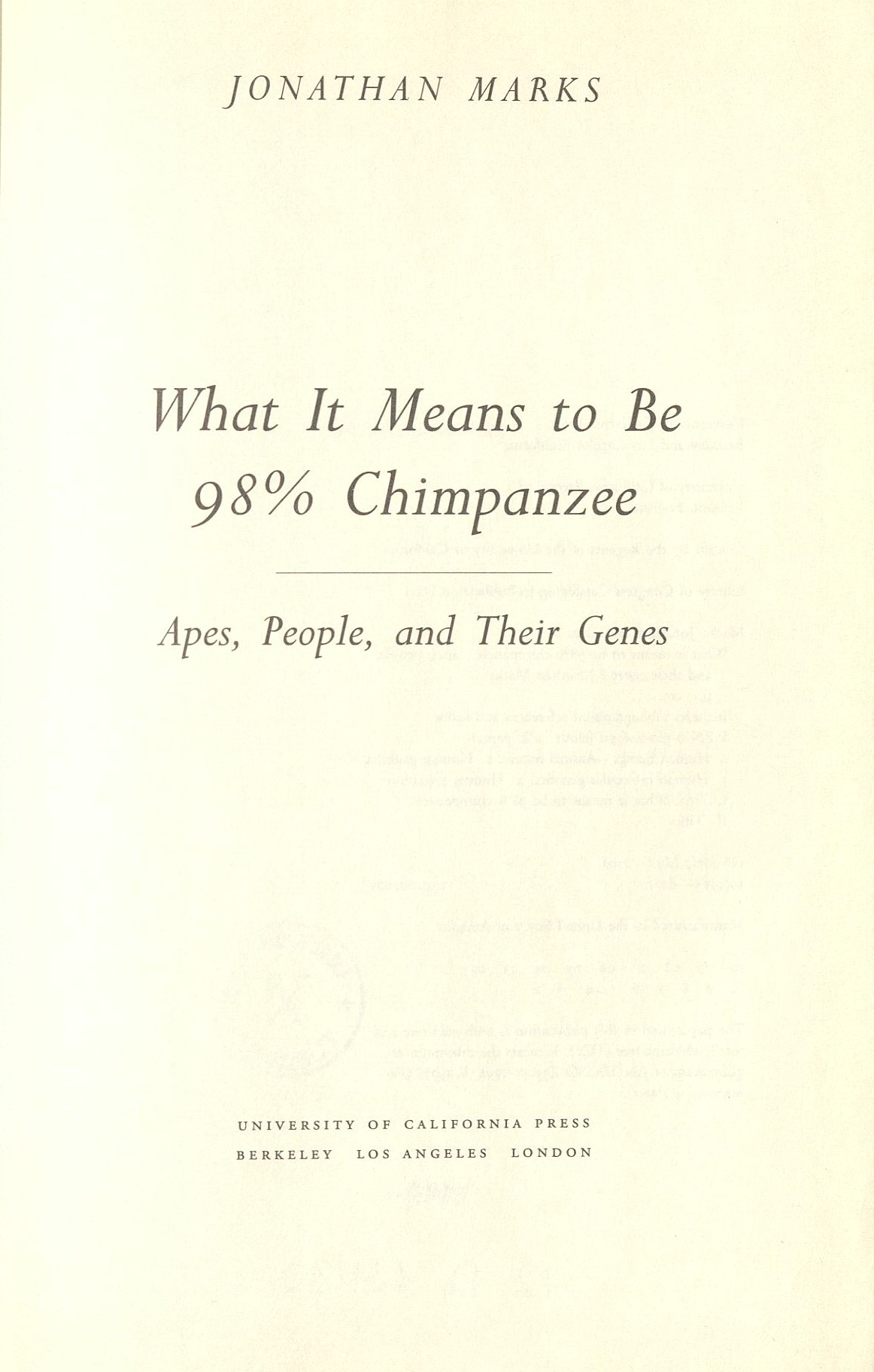
Chimpanzee (2002)

- mit Edward Staski: Evolutionary Anthropology. 1991 ISBN 978-0030237324
- Human Biodiversity. New York: Aldine de Gruyter, 1995 ISBN 3-11-014855-2
- What It Means to be 98% Chimpanzee: Apes, People and their Genes. University of California Press, 2002 ISBN 0-520-24064-2
- Why I Am Not a Scientist : Anthropology and Modern Knowledge. Berkeley: University of California Press, 2009 ISBN 0-520-25960-2
- The Alternative Introduction to Biological Anthropology. New York: Oxford University Press, 2010 ISBN 0-19-515703-6
- mit Adam Kuper: Anthropologists unite! In: Nature , 2011, S. 166–168
- The nature/culture of genetic facts.  In: Annual Review of Anthropology, 2013, S. 247–267
- Tales of the Ex-Apes: How We Think about Human Evolution. Berkeley, CA: University of California Press, 2015 ISBN 0-52-028582-4
- Is Science Racist? Cambridge, UK: Polity Press, 2017 ISBN 978-0-7456-8922-7